# Харківський апеляційний адміністративний суд

Юрисдикція суду

Харківський апеляційний адміністративний суд — колишній апеляційний адміністративний суд загальної юрисдикції, розміщений у місті Харкові. Юрисдикція суду поширювалася на Полтавську, Сумську та Харківську області.
Суд здійснював правосуддя до початку роботи Другого апеляційного адміністративного суду, що відбулося 28 грудня 2018 року.

## Керівництво
Голова суду — Бершов Геннадій Євгенович
 Заступник голови суду — Бенедик Анна Петрівна
 Заступник голови суду — Григоров Андрій Миколайович
 Керівник апарату — Островерх Світлана Володимирівна.

## Показники діяльності у 2015 році
- Перебувало на розгляді справ — 12021
  - надійшло у 2015 році — 11212
- Розглянуто — 10992[6].